# Chủ nghĩa dân tộc Catalunya
Chủ nghĩa dân tộc Catalunya là hệ tư tưởng chủ nghĩa dân tộc mà khẳng định rằng người Catalunya là một dân tộc và thúc đẩy sự thống nhất văn hoá của người Catalunya.
Về mặt trí tuệ, chủ nghĩa dân tộc Catalunya có thể được bắt đầu như triết lý chính trị trong nỗ lực không thành công để thiết lập một quốc gia liên bang ở Tây Ban Nha trong bối cảnh của Đệ nhất Cộng hoà. Valentí Almirall i Llozer và các nhà trí thức khác tham gia vào quá trình này đã thiết lập một hệ tư tưởng chính trị mới vào thế kỷ 19, khôi phục lại chính quyền tự trị, cũng như để nhận được sự công nhận cho ngôn ngữ Catalunya. Những yêu cầu này được tóm tắt trong cái gọi là Bases de Manresa năm 1892.
Ban đầu nó đã nhận được rất ít sự hỗ trợ. Nhưng sau cuộc chiến tranh Tây Ban Nha-Mỹ mà trong đó Hoa Kỳ xâm chiếm và sáp nhập vào các thuộc địa cuối cùng của Tây Ban Nha, những giai đoạn đầu của chủ nghĩa Catalunya đã được ủng hộ nhiều hơn, chủ yếu là do vị thế quốc tế bị suy yếu của Tây Ban Nha sau chiến tranh và mất hai điểm xuất khẩu chính của Catalunya (Cuba và Puerto Rico).

## Nguồn gốc của bản sắc dân tộc Catalunya

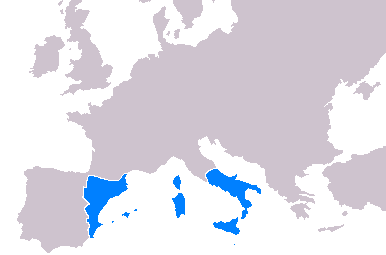
Crown of Aragon (thế kỷ 15).

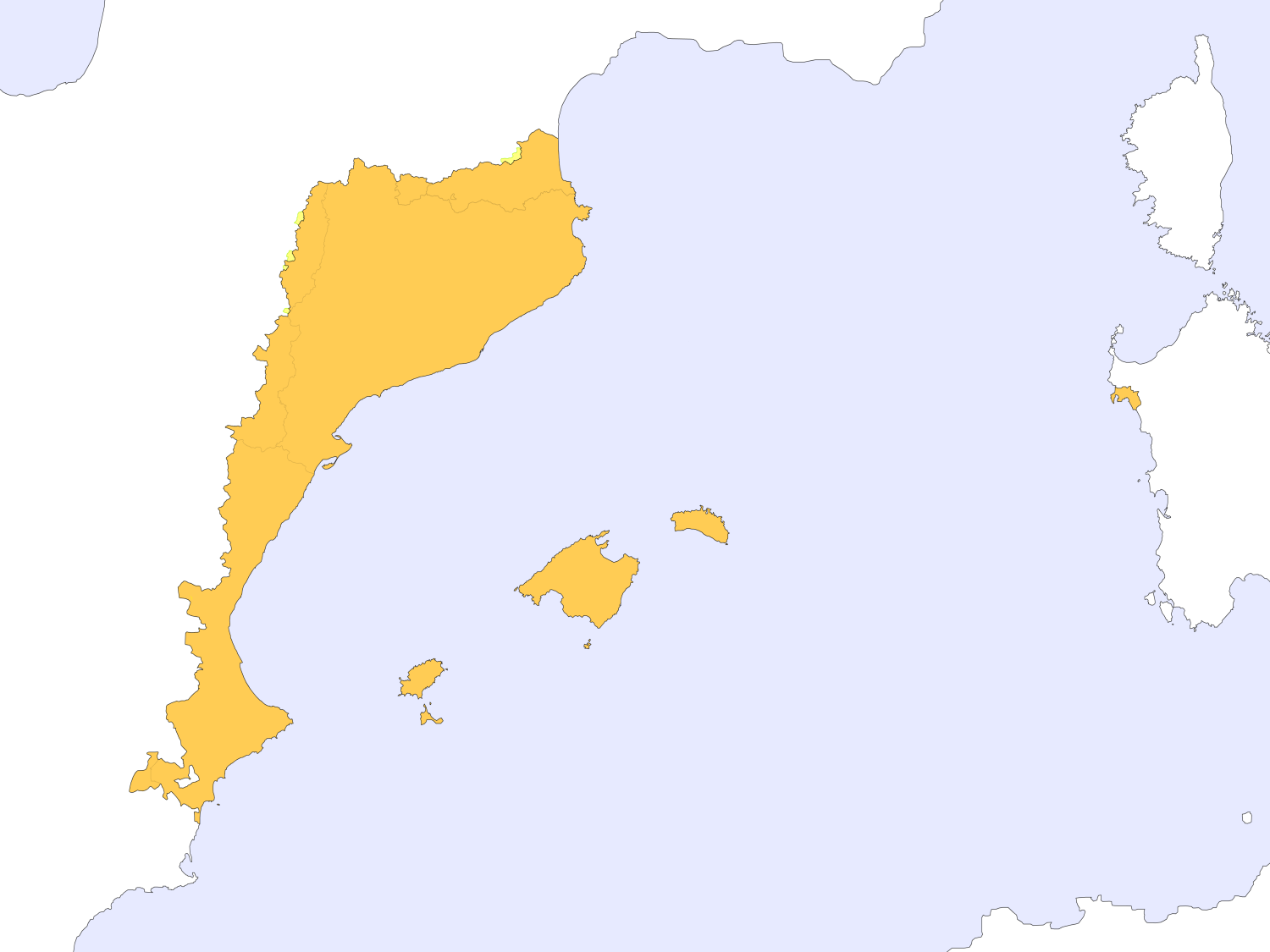
Vùng nói tiếng Catalunya.

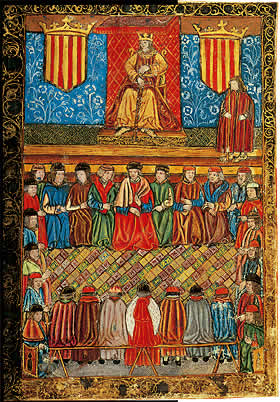
Hình vẽ (thế kỷ 15) của Triều đình Catalunya, trị vì bởi Fernando II của Aragon

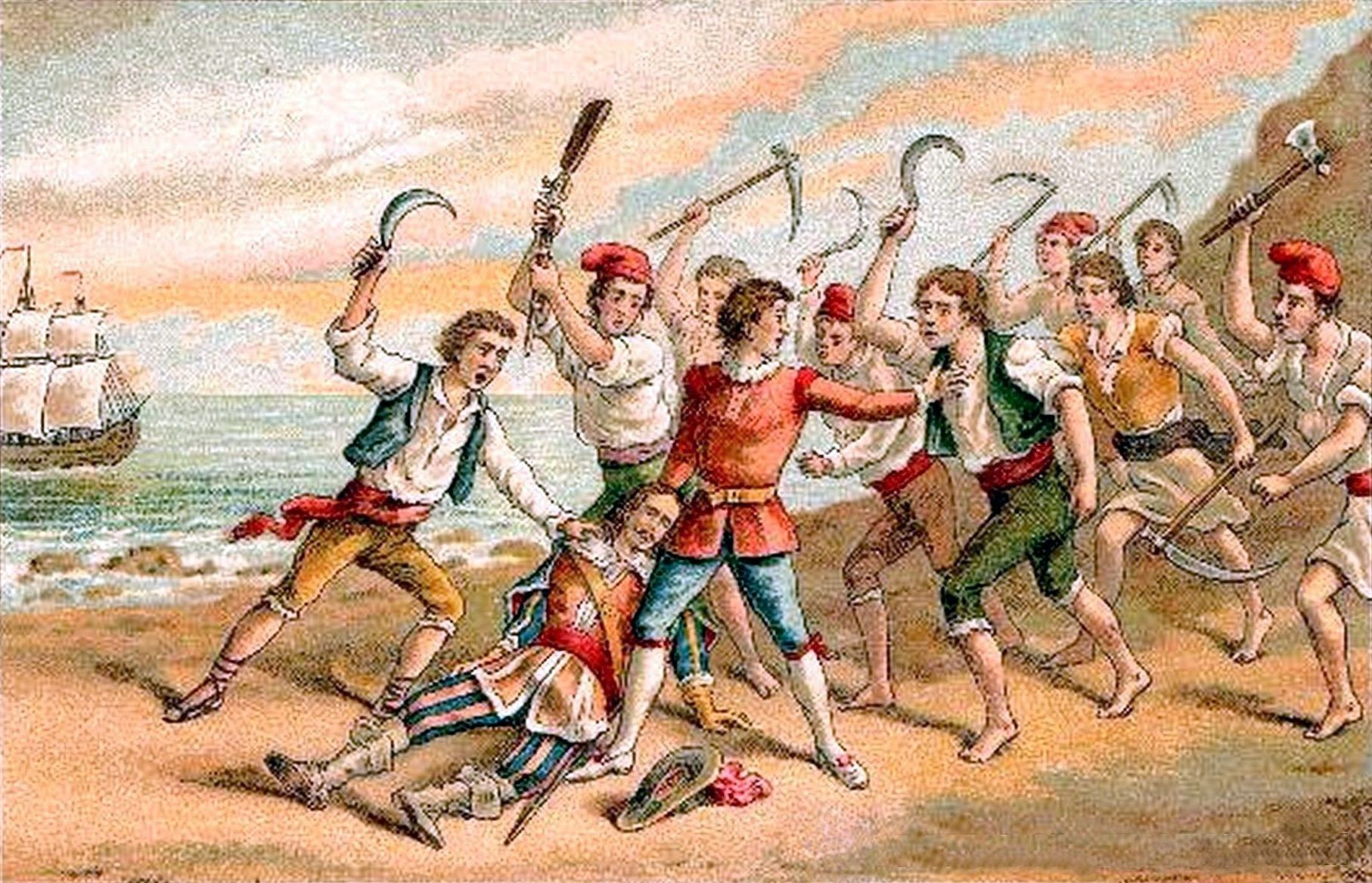
Trận Reaper "Corpus of Blood" bở H.Miralles (1910).

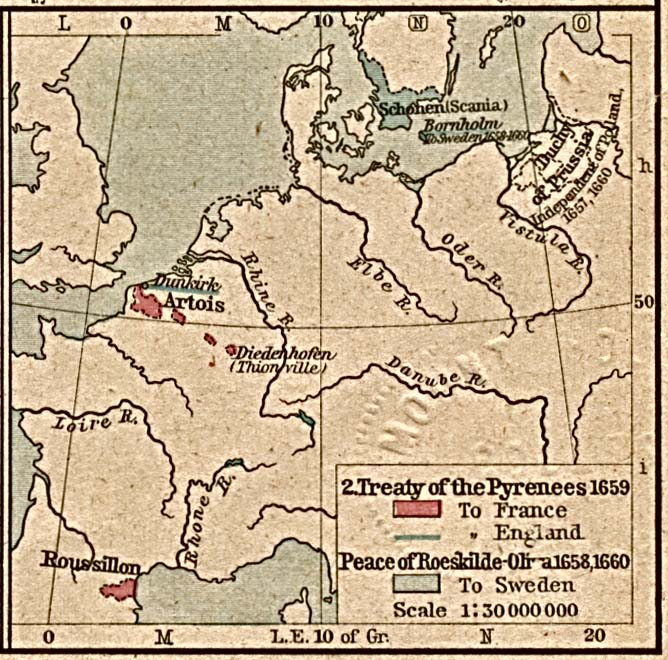
After the 1659 Treaty of the Pyrenees the Roussillon became part of the Kingdom of France along with other territories.

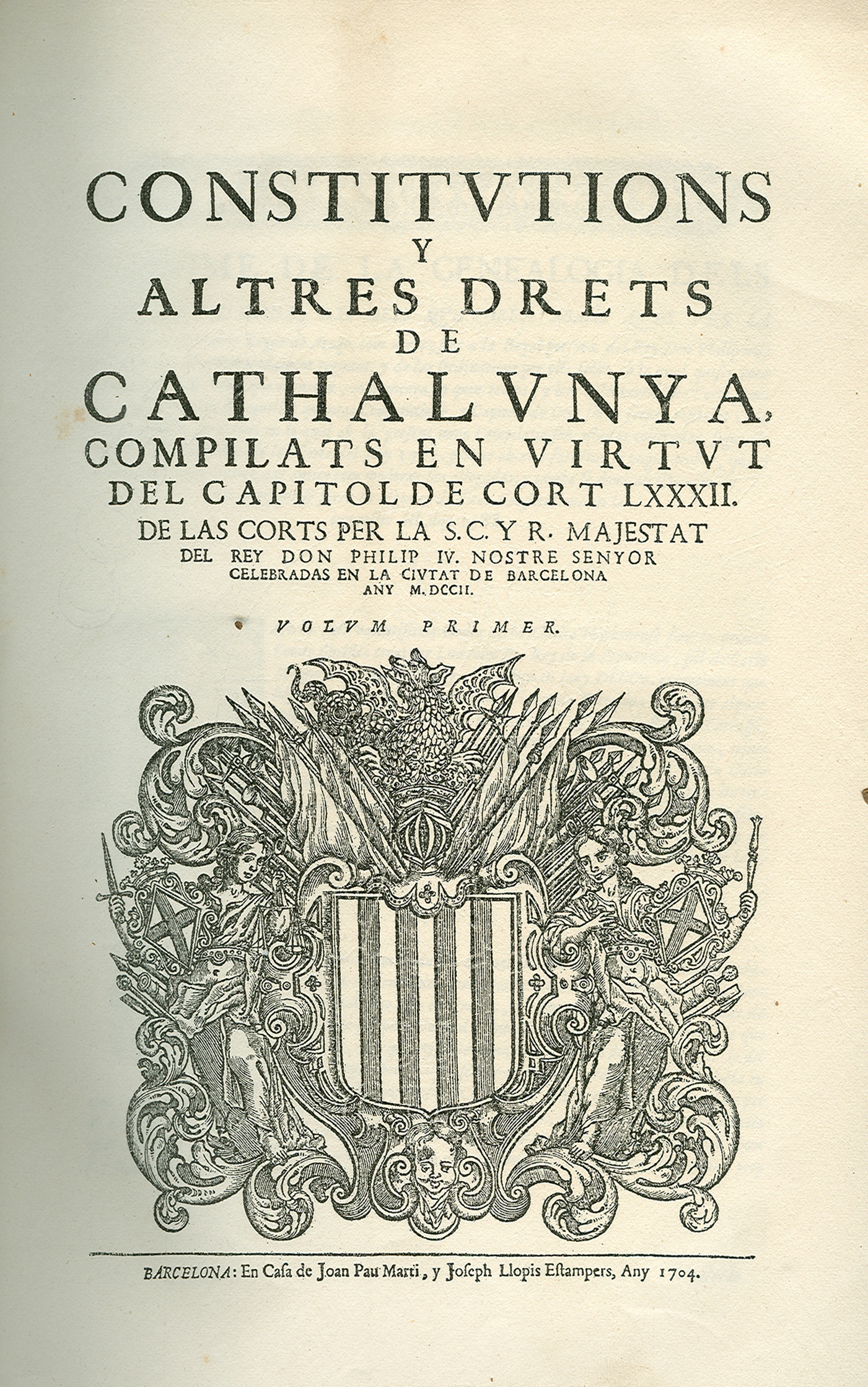
Hiến pháp Catalunya (1702).